# بورتنکور
بورتنکور (به فرانسوی: Burtoncourt) یک کمون در فرانسه است که در Canton of Vigy واقع شده‌است.

## خصوصیات
بورتنکور ۵٫۱۱ کیلومترمربع مساحت و ۱۹۶ نفر جمعیت دارد و ۳۰۰ متر بالاتر از سطح دریا واقع شده‌است.